# 劉逖
劉 逖（りゅう てき、525年 - 573年）は、東魏から北斉にかけての官僚・文人。字は子長。本貫は彭城郡彭城県叢亭里。

## 経歴
劉戫（劉廞の弟）の子として生まれた。若いころは狩猟と行楽を好み、悪ふざけをよくした。郡に功曹として召され、州に主簿に任ぜられた。東魏の末年に霸府をおとずれ、高澄の命により永安公高浚の下で開府行参軍をつとめた。郷里を遠く離れて、旅の生活に飽き、一念発起して読書に励むようになった。晋陽に霸府の人士が集った遊宴の最中であっても、劉逖は書物を手から離さず、昼に夜に学問した。心にとまったことを文章とし、たくみに詩にして詠んだ。
550年、北斉が建国されると、定陶県令を代行したが、事件に連座して免職され、10年ほど任用されなかった。559年、員外散騎常侍を兼ね、南朝梁の蕭荘のもとに使者として立ち、帰還すると三公郎中を兼ねた。560年、太子洗馬に任じられた。561年、孝昭帝が死去すると、武成帝に従って晋陽におもむき、散騎侍郎に任じられ、儀曹郎中を兼ねた。しばらくして、中書侍郎を兼ねた。和士開が権勢を振るうようになると、劉逖は和士開に追従し、正式に中書侍郎となり、朝政の機密に参与した。564年11月、南朝陳への使者に立ち、帰国すると通直散騎常侍の位を受けた。まもなく給事黄門侍郎に転じ、修国史をつとめ、散騎常侍の位を加えられた。
また仮の儀同三司の位を受け、北周に対する副使をつとめた。北斉と北周のあいだの通交が始まると、劉逖は北周側と議論を重ねたが、古今の故事や礼法に通じ、文章も優れていたため、尊敬を受けた。帰還すると、正式に儀同三司となった。568年、武成帝が死去すると、劉逖は江州刺史として出向した。572年、祖珽が北斉の政権を握ると、劉逖は仁州刺史に左遷された。573年、祖珽が北徐州刺史として出されると、劉逖は召還されて文林館の待詔をつとめ、再び散騎常侍となって、門下の事を奏上した。10月、崔季舒・張彫虎・封孝琰・裴沢・郭遵らとともに殺害された。享年は49。文集として『劉逖集』40巻があった。
子の劉逸民は、開府行参軍となった。

## 伝記資料
- 『北斉書』巻45 列伝第37